# Blanche Stuart Scott

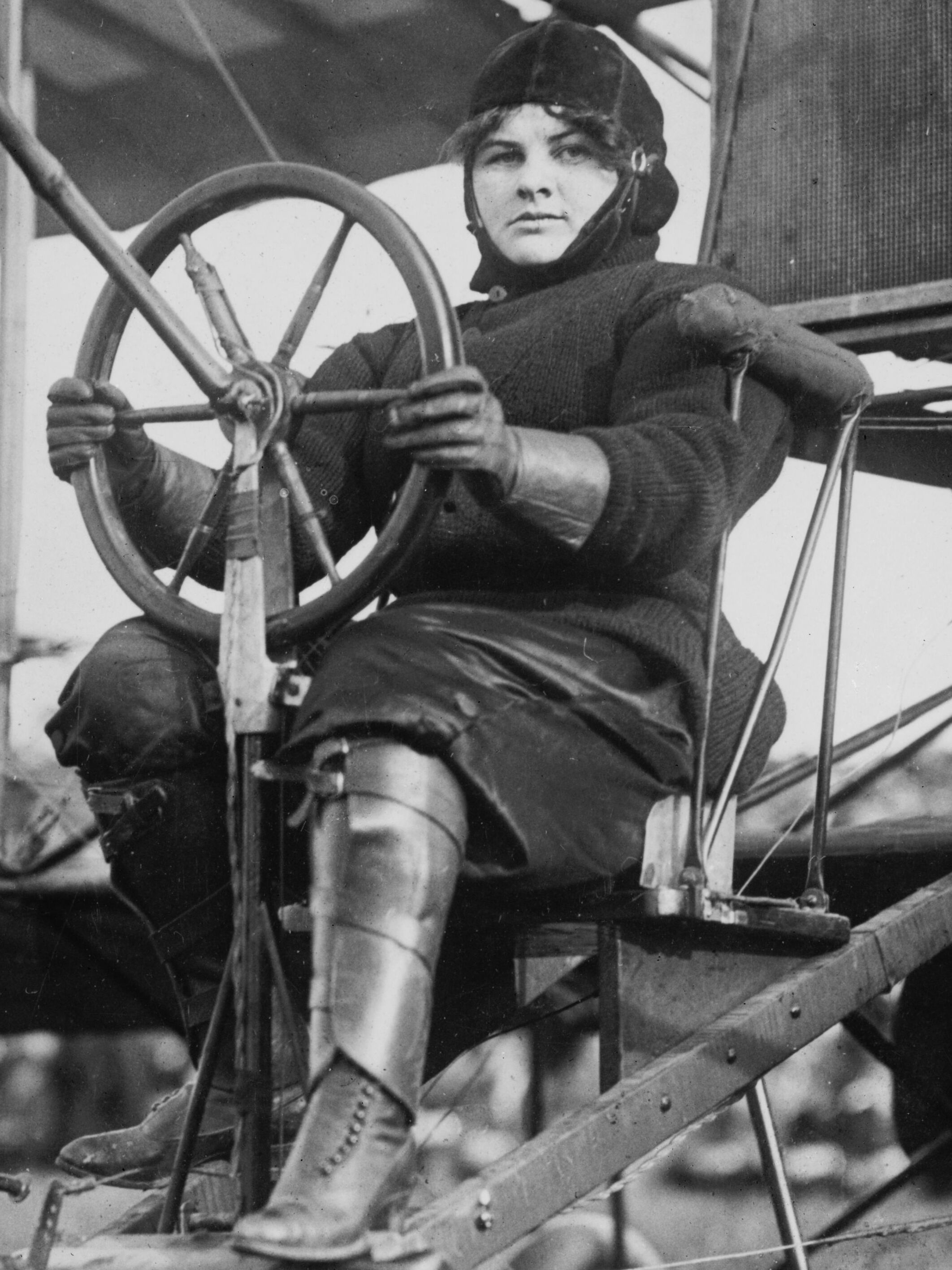
Blanche Stuart Scott

Blanche Stuart Scott (* 8. April 1889 in Rochester, New York; † 12. Januar 1970) war die erste US-Amerikanerin, die ein Flugzeug flog.

## Biografie
Scott war die Tochter von Belle J. und John C. Stuart Scott (1838–Dezember 1903). Ihr Vater war ein erfolgreicher Geschäftsmann, der sogenannte Patentarzneimittel (patent medicine) herstellte und vertrieb. Scott begeisterte sich früh für Automobile. Als ihr Vater ein Auto kaufte, fuhr sie damit auf der Straße, da zu dieser Zeit noch keine Altersvorgaben für das Führen von Automobilen galten. Um 1900 lebte die Familie in der Weld Avenue, Nr. 116, in Rochester. Scott galt als Tomboy, also burschikoses Mädchen, und wurde deshalb von ihrer Familie in ein Mädchenpensionat geschickt.

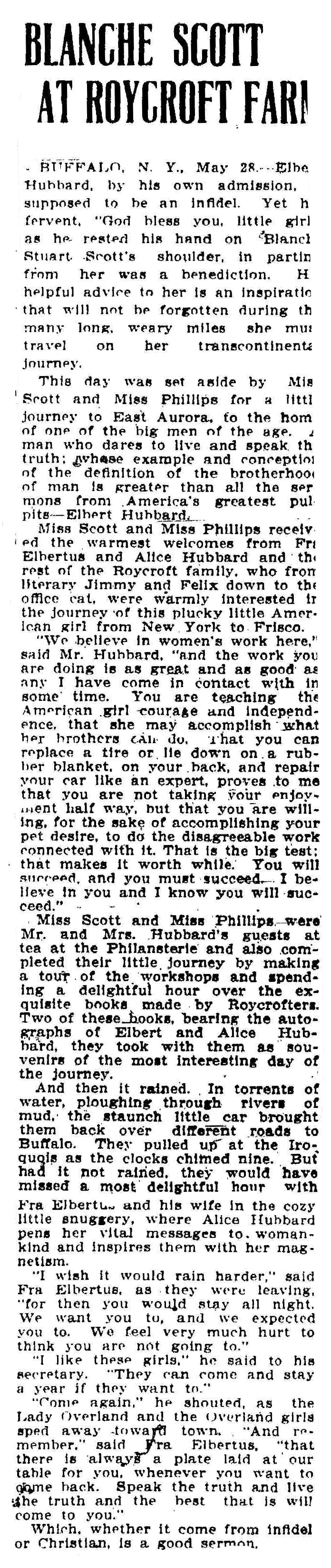

1910 war Scott die zweite Frau, nach Alice Huyler Ramsey, die ein Automobil quer durch die USA fuhr; sie war die erste, die dies westwärts von New York City nach San Francisco tat. Die Fahrt wurde vom Automobilhersteller Willys-Overland gesponsert, ihr Wagen hieß daher auch „Lady Overland“. Scott und ihre Beifahrerin, eine Reporterin namens Gertrude Buffington Phillips, verließen New York am 16. Mai 1910 und erreichten San Francisco am 23. Juli 1910. Die New York Times schrieb am 17. Mai 1910:

“Miss Scott, with Miss Phillips as only companion, starts on long trip with the object of demonstrating the possibility of a woman driving a motor car across the country and making all the necessary repairs en route. Miss Blanche Stuart Scott yesterday started in an Overland automobile on a transcontinental journey which will end in San Francisco”

„Miss Scott, mit Miss Phillips als einzige Begleiterin, startet auf lange Fahrt mit dem Ziel zu beweisen, dass es einer Frau möglich ist, ein motorisiertes Fahrzeug über Land zu fahren und alle nötigen Reparaturen unterwegs vorzunehmen. Miss Blanche Stuart Scott begann gestern in einem Overland-Automobil ihre transkontinentale Fahrt, die in San Francisco enden wird.“

### Leistungen in der Luftfahrt
Die Werbeaktion für ihre Automobilfahrt machte Jerome Fanciulli und Glenn Curtiss auf sie aufmerksam, die bereit waren, ihr in Hammondsport, New York Flugunterricht zu geben. Sie war die einzige Frau, die bei Curtiss selbst Flugstunden absolvierte. Er drosselte die Gaszufuhr in Scotts Flugzeug, sodass es nicht genug Geschwindigkeit erreichen konnte, um abzuheben, wenn sie selbst am Steuer saß. Am 2. oder 5. September 1910 versagte entweder die Drosselung oder ein Windstoß erfasste den Doppeldecker, jedenfalls hob sie bis zu einer Höhe von 12 m (40 feet) ab, bevor sie eine sanfte Landung ausführte. Der Flug war kurz und womöglich ungeplant, dennoch wird Scott von der Webseite Early Birds of Aviation als erste Frau gelistet, die selbst und allein ein Flugzeug geführt hat, obwohl die Aeronautical Society of America zu dieser Zeit den Flug von Bessica Medlar Raiche am 16. September als den ersten einer Frau akkreditierte.
Scott wurde schließlich professionelle Pilotin. Am 24. Oktober 1910 hatte sie ihren ersten Auftritt als Mitglied von Curtiss’ Team bei einer Flugschau in Fort Wayne, Indiana. Damit war sie die erste Frau, die bei einer öffentlichen Veranstaltung ein Flugzeug flog. Ihre Darbietungen bei Flugschauen brachten ihr den Namen Tomboy of the Air ein. Sie wurde eine versierte Stuntpilotin, bekannt dafür, kopfüber zu fliegen oder so genannte „death dives“ zu vollziehen, bei denen sie aus einer Höhe von 1,2 km herabstürzte, um dann 60 m vor dem Boden wieder hochzuziehen. 1911 war sie die erste Frau, die einen Langstreckenflug vornahm, als sie von Mineaola, New York, aus eine Strecke von 96,5 km flog. Glenn Martin nahm sie 1912 unter Vertrag, bei ihm wurde sie die erste weibliche Testpilotin, als sie Martins Prototypen steuerte, bevor die Blaupausen für das Flugzeug fertiggestellt wurden. 1913 wurde sie Mitglied eines weiteren Flugschau-Teams. Sie zog sich 1916 vom Fliegen zurück, weil sie sich daran störte, wie sehr sich die Öffentlichkeit vor allem für Abstürze interessierte, und dass die Flugindustrie Frauen keine Möglichkeiten bot, Mechanikerin oder Technikerin zu werden.

### Drehbuchautorin und Arbeit im Museum
In den 1930ern schrieb Scott Drehbücher für RKO, Universal Studios und Warner Brothers in Hollywood, Kalifornien. Sie schrieb und produzierte auch Radiosendungen, die in Rochester und Kalifornien ausgestrahlt wurden. Am 6. September 1948 war sie die erste Frau, die in einem Jet als Passagier mitflog, als sie Chuck Yeager in einer TF-80C begleitete. Da Yeager ihre Vergangenheit als Stuntpilotin kannte, vollführte er mit ihr im Jet einige „gerissene Rollen“ und einen Sturzflug über 4 km Tiefe. 1954 begann Scott, im United Air Force Museum mitzuarbeiten; sie half dort, Material zu den frühesten Versuchen der Luftfahrt zusammenzutragen.

### Tod und Nachlass
Scott starb 1970 84-jährig im Genesec Hospital in Rochester, ihr Leichnam wurde im Mount Hope Cemetery eingeäschert. Beigesetzt wurde sie auf dem Rochester’s Riverside Cemetery. Am 30. Dezember 1980 gab der United States Postal Service eine Luftpost-Briefmarke zu Ehren ihrer Errungenschaften in der Luftfahrt heraus. 2005 wurde sie in die National Women’s Hall of Fame aufgenommen.